# Glypta fuscata
Glypta fuscata là một loài tò vò trong họ Ichneumonidae.